# Елена Лукреція Корнаро Піскопія
Елена Лукреція Корнаро Піскопія (італ. Elena Lucrezia Cornaro Piscopia; 25 червня (за іншими даними 5 червня) 1646, Венеція — 26 липня 1684, Венеція) — італійська філософиня, математикиня, астрономка. Також займалася музикою та перекладала книги італійською. Перша жінка у світі, яка здобула докторський ступінь.

## Життєпис
Піскопія була дочкою прокуратора Венеції. Здобула добру освіту, зокрема опанувала декілька сучасних і класичних мов та «вільні мистецтва». Вона зневажала фривольність венеціанського суспільства й ще замолоду пішла в черниці до бенедиктинок, а з часом вирішила повністю присвятити себе науці. У 1677 році Піскопія провела свій перший публічний диспут у Падуанському університеті. Спроби батька домогтися для вченої докторського титулу спершу закінчилися невдачею: опоненти вважали, що місце жінки в церкві, де вона має мовчати, тож викладати жінці не пасує. Та врешті Піскопія добилася дозволу захистити докторську дисертацію. 25 червня 1678 року вона стала першою жінкою у світі, яка здобула докторське звання.
Наступні шість років Піскопія займалася виключно науковою роботою, зокрема на теренах філософії і математики. Померла у віці 38 років, як припускають, від раку. У 1688 році науковий доробок був опублікований в Пармі.

## Прижиттєві видання
- Lettera overo colloquio di Christo N. R. all'anima devota composta dal R. P. D. Giovanni Laspergio in lingua spagnola e portata nell'italiana, Venetia, Giuliani, 1669
- Helenae Lucretiae Corneliae Piscopiae opera quae quidem haberi potuerunt, Parmae, Rosati, 1688